# Tuğçe
Tuğçe [ˈtuːt͡ʃe] ist ein türkischer weiblicher Vorname türkischer und persischer Herkunft mit der Bedeutung „der kleine Haarbusch (Rossschweif)“. Der Name geht auf ein altes osmanisches Rangabzeichen zurück.

## Namensträgerinnen
- Tuğçe Açıkgöz (* 1993), türkische Schauspielerin
- Tuğçe Albayrak (1991–2014), deutsche Lehramtsstudentin türkischer Abstammung und Opfer von Gewaltkriminalität
- Tuğçe Güder (* 1984), türkische Schauspielerin und Model
- Tuğçe Kandemir (* 1996), türkische Popmusikerin
- Tuğçe Karabacak (* 1987), türkische Schauspielerin
- Tuğçe Kazaz (* 1982), türkisches Model und Miss Turkey 2001
- Tuğçe Kumral (* 1983), türkische Schauspielerin
- Tuğçe Özbudak (* 1982), türkische Schauspielerin
- Tuğçe Şahutoğlu (* 1988), türkische Leichtathletin
- Tuğçe Yolcu (* 1993), türkische Schauspielerin